# Althen-des-Paluds
Althen-des-Paluds is een gemeente in het Franse departement Vaucluse (regio Provence-Alpes-Côte d'Azur) en telt 1988 inwoners (1999). De plaats maakt deel uit van het arrondissement Carpentras.

## Geografie
De oppervlakte van Althen-des-Paluds bedraagt 6,4 km², de bevolkingsdichtheid is 310,6 inwoners per km².
De onderstaande kaart toont de ligging van Althen-des-Paluds met de belangrijkste infrastructuur en aangrenzende gemeenten.

## Demografie
Onderstaande figuur toont het verloop van het inwonertal (bron: INSEE-tellingen).